# Organoide

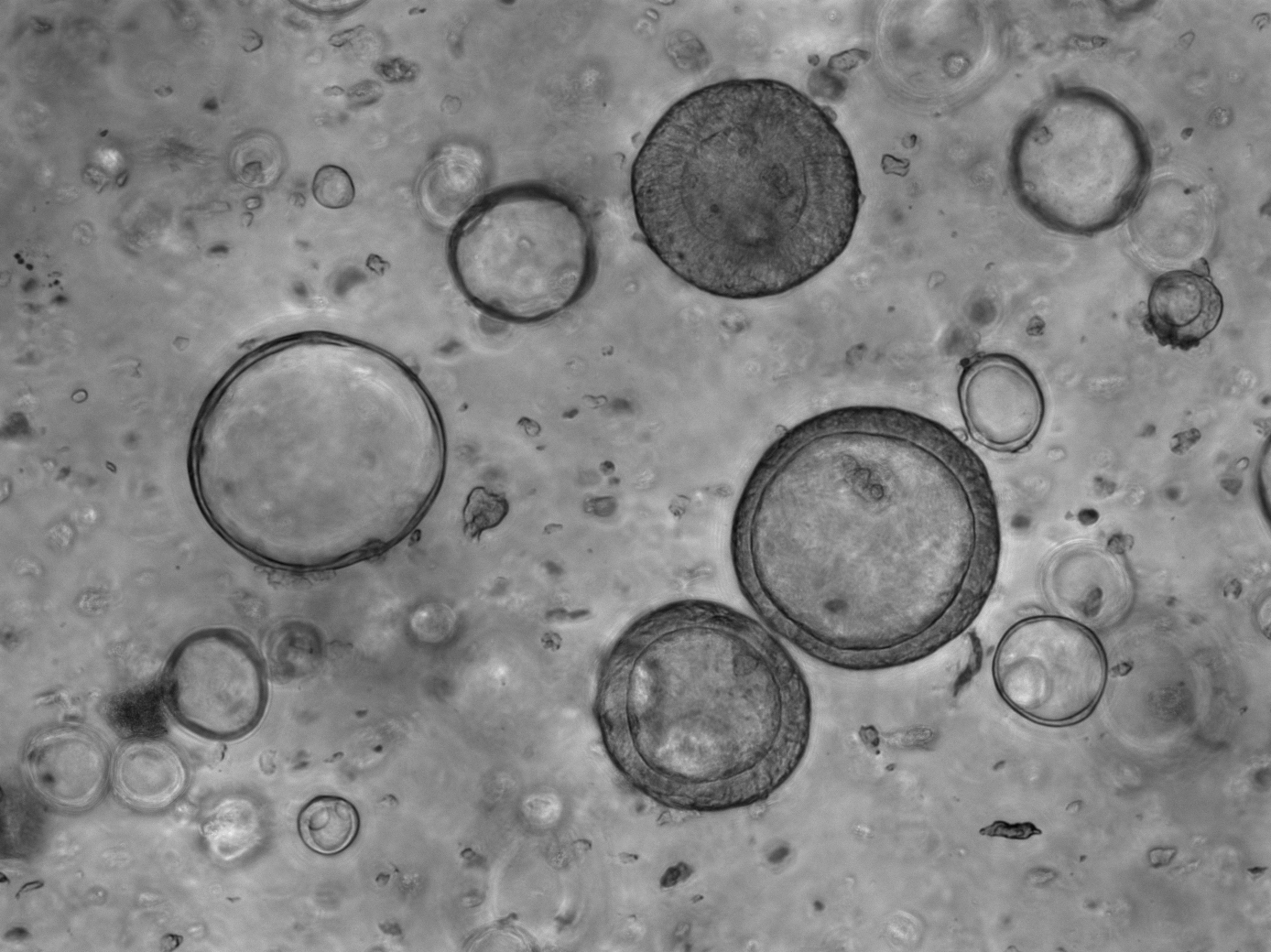
Organoide di cancro al colon-retto derivato da resezione di metastasi epatica

Un Organoide è una versione semplificata e miniaturizzata di un organo prodotto in vitro in tre dimensioni che mostra caratteristiche microanatomiche realistiche.
Vengono create a partire da poche cellule di tessuto, come cellule staminali embrionali o cellule staminali pluripotenti che si possono auto-organizzare in una coltura tridimensionale.
La tecnica per la crescita degli organoidi si è rapidamente evoluta dal 2010 in poi ed è stata nominata da The Scientist come uno dei più grandi avanzamenti scientifici del 2013.

## Tipi di organoidi
- organoide blastoide[2][3]
- Organoide cerebrale[4]
- Organoide cardioide[5]
- Organoide epatico
- Organoide epiteliale
- Organoide gastruloide
- Organoide intestinale
- Organoide pancreatico
- Organoide polmonare
- Organoide renale
- Organoide testicolare
- Organoide timico

## Organoidi e etica
La creazione di organoidi porta a nuove considerazioni legate all'etica da porre in esame.

### Organoidi e ricerca animale
Gli organoidi potrebbero rappresentare sul lungo periodo un'alternativa alla sperimentazione animale riproducendo bene l'istologia degli organi ma non la loro architettura senza però riprodurre i vasi sanguigni ed i nervi periferici.

### Organoidi e cellule embrionali
È probabile che la creazione di organoidi aumenti la richiesta di cellule embrionali umani.
La ricerca sugli embrioni infine è eticamente accettabile se l'embrione si sviluppa per massimo 14 giorni, nel caso degli organoidi la crescita è portata oltre questo limite temporale.

### Organoidi di cervelli
La riproduzione di organoidi di cervelli, crea anche questioni sulla caratteristiche cognitive degli stessi e delle conseguente dignità etica da associare loro.
Dei ricercatori dell'Università di San Diego in California nel 2019 pubblicano un articolo su Cell Stem Cell dove descrivono per la prima volta un organoide di neuroni ha generato delle onde "cerebrali" tipiche di cervelli umani molto immaturi, segnale che i neuroni stessi si stanno organizzando in reti funzionali attraverso sinapsi.